# Csongbalszan állomás
Csongbalszan (Jeongbalsan) állomás, egyéb nevén Kojang Aramnuri (고양아람누리, Goyang Aramnuri), a szöuli metró 3-as vonalának állomása Kjonggi (Gyeonggi) tartomány Kojang (Goyang) városában.

## Viszonylatok
| 3-as vonal                          | 3-as vonal             | 3-as vonal             |
| ----------------------------------- | ---------------------- | ---------------------- |
| Csujop (Juyeop) Tehva (Daehwa) felé | Ilszan (Ilsan) szakasz | Madu Ogum (Ogeum) felé |